# روبرت إي. كينتنر
روبرت إي. كينتنر (بالإنجليزية: Robert E. Kintner)‏ هو صحفي أمريكي، ولد في 12 سبتمبر 1909، وتوفي في 20 ديسمبر 1980.